# The Rolling Stones Far East Tour 1965
The Rolling Stones Far East Tour 1965 – dziewiąta trasa koncertowa w historii zespołu The Rolling Stones (druga w 1965 roku z jedenastu odbytych) oraz pierwsza na terenie Oceanii i Azji. Zespół koncertował wraz z Royem Orbisonem oraz zespołami The Newbeats i Ray Colombus & the Invaders. Trasę tę promował Harry M. Miller. Koncerty w Sydney były filmowane przez kronikę filmową Movietone News.

## The Rolling Stones
- Mick Jagger – wokal prowadzący, harmonijka
- Keith Richards – gitara, wokal wspierający
- Brian Jones – gitara, harmonijka, wokal wspierający
- Bill Wyman – gitara basowa, wokal wspierający
- Charlie Watts – perkusja, instrumenty perkusyjne

## Lista koncertów
| Data                        | Miasto       | Kraj          | Miasto                                       |
| --------------------------- | ------------ | ------------- | -------------------------------------------- |
| 22 stycznia 1965 2 koncerty | Sydney       | Australia     | Manufacturer’s Auditorium, Agricultural Hall |
| 23 stycznia 1965 3 koncerty | Sydney       | Australia     | Manufacturer’s Auditorium, Agricultural Hall |
| 25 stycznia 1965 2 koncerty | Brisbane     | Australia     | Brisbane City Hall                           |
| 26 stycznia 1965 2 koncerty | Brisbane     | Australia     | Brisbane City Hall                           |
| 27 stycznia 1965 2 koncerty | Sydney       | Australia     | Manufacturer’s Auditorium, Agricultural Hall |
| 28 stycznia 1965 2 koncerty | St Kilda     | Australia     | Palais Theatre                               |
| 29 stycznia 1965 3 koncerty | St Kilda     | Australia     | Palais Theatre                               |
| 1 lutego 1965 2 koncerty    | Christchurch | Nowa Zelandia | Theatre Royal                                |
| 2 lutego 1965 2 koncerty    | Invercargill | Nowa Zelandia | Civic Theatre                                |
| 3 lutego 1965 2 koncerty    | Dunedin      | Nowa Zelandia | Dunedin Town Hall                            |
| 6 lutego 1965 2 koncerty    | Auckland     | Nowa Zelandia | Auckland Town Hall                           |
| 8 lutego 1965 2 koncerty    | Wellington   | Nowa Zelandia | Wellington Town Hall                         |
| 10 lutego 1965 2 koncerty   | St. Kilda    | Australia     | Palais Theatre                               |
| 11 lutego 1965 2 koncerty   | Adelaide     | Australia     | Adelaide Showgrounds                         |
| 13 lutego 1965 3 koncerty   | Perth        | Australia     | Capitol Theatre                              |
| 16 lutego 1965 2 koncerty   | Singapur     | Singapur      | Singapore Badminton Hall                     |